# Hydraulisk broms
Hydraulisk broms (hydraulic brake) innebär att manöverkraften från bromspedal eller bromsreglage överförs till bromsanordningen via hydraulik. 

## Funktion

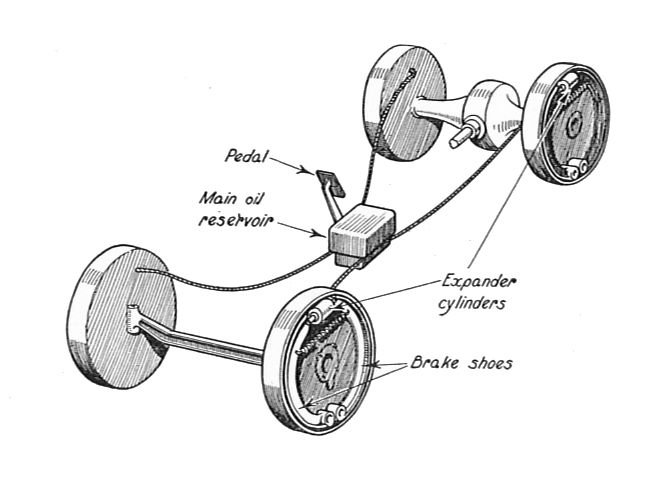
Lockheed hydraulic brake system, 1928.

I en hydraulisk broms är bromspedal/reglage och bromsanordning förbundna med en rörledning med en hydraulvätska, där en aktivering av bromspedal pressar in en kolv som ökar trycket i rörledningen. Hydraulvätskans tryck påverkar sedan en motsvarande kolv i varje manöverenhet, som i sin tur påverkar bromsanordningen.  

## Utveckling för bilar
I bilismens barndom hade många bilar mekaniska bromsar där bromskraften överfördes med vajrar eller stänger. Dessa hade bland annat svagheten att det var svårt att justera vajrar/stänger för att få jämn bromsverkan på samtliga hjul, medan hydrauliken höjer trycket i hela bromssystemet och förmedlar samma kraft till samtliga anslutna hydraulikenheter.  

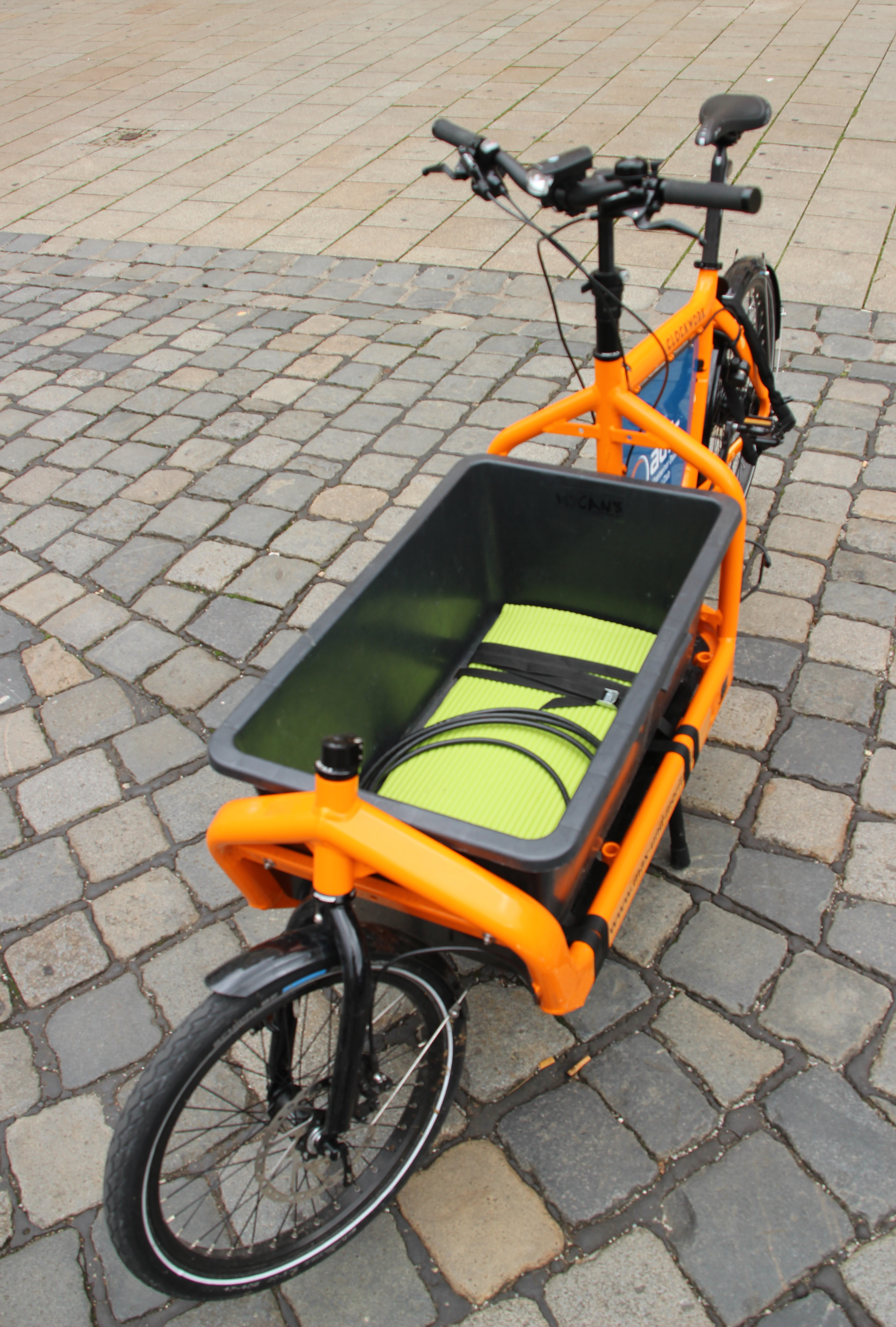
Transportcykel med hydrauliska skivbromsar.

Redan 1929 framhöll ledande tillverkare som ett försäljningsargument att deras fordon hade "hydrauliska helt inkapslade bromsar" som var "självutjämnande", och som angavs verka "omedelbart, ljudlöst och sammetsmjukt, och automatiskt utjämna trycket i bromstrummorna". Ford Popular anges som en av de sista bilmodeller som tillverkades med mekaniska bromsar, vilka byttes ut mot hydrauliska 1959.

## Utveckling för cyklar
För cyklar har en liknande utveckling skett sedan millennieskiftet, där cyklar för krävande tillämpningar förses med skivbromsar, vilka i sin tur manövreras bäst med hydrauliska manöverdon. Med hydrauliken kan en viss förstärkning av bromskraften erhållas, bromsenheten behöver ingen justering, och den är mer tålig mot vinterväder.